# Daneš Burket
Daneš Burket (* 1971) je český jaderný fyzik, manažer a politik.

## Biografie
Daneš Burket se narodil v roce 1971. Po gymnáziu v Náchodě vystudoval mezi lety 1989 a 1994 obor jaderné inženýrství na Fakultě jaderné a fyzikálně inženýrské Českého vysokého učení technického, pak nastoupil na pozici vedoucího technologa do Jaderné elektrárny Dukovany. Na pozici technologa působil roku 2004, kdy obhájil dizertační práci v témže oboru a také nastoupil na pozici vedoucího skupiny provozních výpočtů a správy jaderných materiálů. Od roku 2006 do roku 2007 pracoval jako vedoucí oddělení projektování na JEDU. V roce 2007 se stal ředitelem sekce Technické podpory ČEZ. Od roku 1998 byl také činný v České nukleární společnosti, v roce 2010 se stal i jejím ředitelem, pozici ředitele ČNS obhájil v roce 2019. Od roku 2016 působí jako ředitel sekce Výzkum a vývoj v Centru výzkumu Řež.
V roce 2010 se stal také členem Vědecké rady FJFI ČVUT a Výzkumného a zkušebního ústavu Plzeň. Od roku 2006 pracoval jako zastupitel města Třebíče, mezi lety 2006 a 2007 byl radním města. Od roku 2007 působil v pozici předsedy SK Horácká Slavia Třebíč.